# پوما انرژی
پوما انرژی (انگلیسی: Puma Energy) شرکت پالایش نفت سنگاپوری است، که در سال ۱۹۹۷ تأسیس شد.